# Álvaro Misael Alfaro
Álvaro Misael Alfaro Sánchez (Nueva San Salvador, 6 gennaio 1971) è un allenatore di calcio ed ex calciatore salvadoregno, di ruolo portiere, tecnico dell'Atlético Balboa. È il settimo portiere al mondo per numero di gol segnati.

## Carriera

### Club
Uscito dalle giovanili dell'Alianza Fútbol Club, passa al Club Deportivo Luis Ángel Firpo nel 1995, restandoci fino al 2001, segnando 15 reti. Nel 2002 passa al San Salvador FC, segnando 5 reti nella stagione 2002-2003. Nella stagione successiva torna al club della sua gioventù, l'Alianza. Nel 2006 gioca per l'Isidro Metapán, e nel 2008 milita nell'Atlético Balboa. Ha segnato nel corso della sua carriera 31 reti, di cui 20 su calcio di rigore e 11 su punizione e azione.

### Nazionale
Con la nazionale di calcio di El Salvador ha giocato dal 1995 al 2006, prendendo parte a tre edizioni della CONCACAF Gold Cup.

## Palmarès

### Club

#### Competizioni nazionali
- Campionato salvadoregno: 6

Alianza: 1993-1994
Luis Ángel Firpo: 1997-1998, Clausura 1999, Clausura 2000
San Salvador: Clausura 2003
Isidro Metapán: Clausura 2007